# Klamelisaure
El klamelisaure (Klamelisaurus) és un gènere de dinosaure sauròpode que va viure al Juràssic mitjà en el que actualment és el desert de Gobi, Àsia. Era similar al bel·lusaure, en realitat podria tractar-se d'un espècimen adult d'aquest altre gènere.
L'espècie tipus, K. gobiensis, va ser descrita per Zhao Xijin l'any 1993.